# Jehovas Vidner og disciplinering
Jehovas Vidner har en strikt disciplinering.
Jehovas Vidner er et forholdsvis lukket samfund, der som følge af påbud fra Jehovas Vidners top begrænser sociale kontakter med mennesker uden for deres eget samfund. De har en begrænset kontakt til mennesker uden for deres trossamfund gennem job, familie og missionærarbejde, men det er ikke velset at have venskaber med "ikke-Jehovas Vidner", som de betegner som verdslige (ud fra verden).
De har en streng mødedisciplin: hvis medlemmer over en periode ikke kommer til de annoncerede møder, vil der blive taget kontakt til de inaktive medlemmer for at opfordre dem til igen at komme til Jehovas Vidners møder. Ligeledes vil medlemmer af Jehovas Vidner, som i en periode ophører med at aflevere en månedlig rapport over, hvor meget tid de har anvendt, og hvor mange blade de har udleveret i deres forkyndelsesarbejde, blive kontaktet af de ældste i menigheden, med henblik på at genoptage deres forkyndelse hurtigst muligt. Det forventes, at alle døbte Jehovas Vidner hver måned udfører forkyndelse i det omfang deres omstændigheder tillader det.
Der findes en række interne påbud, som de selv mener stammer fra Bibelen. Det er dog ikke alle overtrædelser, der fører til udelukkelse ved overtrædelse, men det er ikke velset at overtræde disse regler. Eksempler på hvad der  ikke  er velset:
- Kærestepar der opholder sig alene i et lukket rum eller lejlighed. Overtrædelse kan medføre udelukkelse, på baggrund af dette betegnes som "stærke omstændighedsbeviser"[3] og [2]
- Flirte, også selv om personen er single [4]
- Deltage i konkurrencesport, for eksempel fodbold og badminton [5]
- Lade sine børn deltage i en lejrskole eller i klassefester [6]
- Tage på diskotek [7]
- Onani, da Jehovas Vidners ledelse påpeger onani kan være psykisk skadeligt og eksempelvis medfører depression og overdrevent begær [8]
- Blive væk fra deres to ugentlige mødedage af anden grund end sygdom. Selv i ferier forventes de at deltage, hvor de kommer frem[9]
- Tage længere videregående uddannelser,[kilde mangler] men Jehovas Vidner understreger at det skal være en personlig afgørelse, hvis man fravælger uddannelse [10]
- At bruge bandeord herunder også mildere former som for eksempel "sørme" og "pokkers" [11]
- Deltage i et kirkeligt bryllup med en religiøs ceremoni, som ikke er afholdt af Jehovas Vidner, eksempelvis bryllup holdt i folkekirken [12]

## Udelukkelse (udstødelse) og irettesættelse
Jehovas Vidner bruger udelukkelse (tidligere betegnet udstødelse) og irettesættelse som menighedstugt. Jehovas Vidner har strenge regler for moral. De begrunder det med blandt andet to bibelvers; hvoraf det ene opfordrer til afvise at tage imod en person, der ikke underviser i Kristi lære (Andet Johannesbrev 1,10), det andet vers advarer mod at hellige mennesker end ikke må tale om utugt, urenhed og havesyge (Efeserbrevet 5, 3-5). 
De første kristne har sandsynligvis benyttet sig af udelukkelse.[kilde mangler] I nutiden er det som regel mindre, religiøse samfund, der praktiserer udstødelse. Jehovas Vidner er det eneste  trossamfund i Danmark, der benytter sig af denne menighedstugt. Udelukkelse indebærer afskærelse fra menigheden og bruges for at opretholde Jehovas Vidners tolkning af bibelens moralnormer. 

### Disciplinære grunde
Der er ingen standardstraf for hver overtrædelse. Hver sag bedømmes ud fra nogle kriterier. 
Er overtrædelsen alvorlig?
Er overtrædelsen bevist?
Er der andre faktorer der skal tages i betragtning?
For at finde ud af, om der er grund for at disciplinere overtræderen, holdes der samtaler med pågældende synder. I en samtale forsøges at få "synderen" til ophøre med den synd, som ligger til grund for en mulig disciplinering. 
I tilfælde af at synderen accepterer at rette ind efter Vagttårnsselskabets tolkning af Bibelens lære igen, kan vedkommende muligvis undgå en udelukkelse, ofte bliver synderen dog irettesat overfor menigheden, for at få synderen til at forstå, at synden tages alvorligt. Dommens udfald er dog betinget af de ældstes vurdering af oprigtigheden af den fortrydelse som synderen giver udtryk for. 
Når et udvalg bestående af tre ældste beslutter, at der er grund til at irettesætte eller udelukke et vidne, vil der kort gives en meddelelse til menigheden, at den og den er blevet irettesat eller udelukket, uden at forklare menigheden hvorfor.
Når det vurderes, at der er grund til at irettesætte overtræderen, kan overtræderen for eksempel i en periode fratages opgaver, som vedkommende har ansvaret for, forbydes at deltage ved møderne og forbydes at udtale en bøn ved deres fælles samlinger.
Hvis det vurderes at synden er så alvorlig at irettesættelse ikke er nok, så er dommen følgende:
 
Når ældste i et dømmende udvalg vurderer, at der er tale om frafald, ondskab eller overlagt oprør mod Jehovas love, er det deres pligt at beskytte menighedens øvrige medlemmer ved at udelukke den overtræder, der ikke viser tegn på anger.  
Udelukkelsesprocessen begynder med at der bliver nedsat et dømmende udvalg bestående af tre ældste. Dette udvalg indkalder den anklagede til forhør og afhører vedkommende. Der kan blive indkaldt vidner i forbindelse med sagen.[kilde mangler] Det er ikke tilladt at overvære sagen medmindre man er den anklagede. Det er ikke tilladt for den anklagede at have en bisidder eller advokat med til disse domsmøder (mindreårige har ret til at medbringe forældre). Møderne må ikke optages på video eller via lydoptagelser. Der er mulighed for at appellere dommen én gang. Der bliver så valgt tre ældste fra en anden menighed, som skal fremføre samme procedure. Når appeldommen er afsagt er det ikke tilladt at rette kritik af dommen. 
En skyldig kan ende med enten at få retledning af det dømmende udvalg, en offentlig irettesættelse eller at blive udelukket af Jehovas Vidner. I tilfælde af at en person udelukkes anses vedkommende som en der er blevet overgivet til Satan. 

## Efter et Jehovas Vidne udelukkes
Omgang med udelukkede er som udgangspunkt ikke tilladt. Dog må familiemedlemmer foretage 'nødvendige' familieanliggender. Hvis et Jehovas Vidne omgås selskabeligt med udelukkede som ikke er familiemedlemmer er det udelukkelsesgrund. 
Et mindreårigt barn kan også blive udelukket, hvis barnet er blevet døbt. Et hjemmeboende barn som bliver udelukket er afskåret fra at tale religiøse emner med sine forældre og søskende. Da det religiøse (åndelige) er en meget stor del af Jehovas Vidners liv, har udelukkelsen store konsekvenser for et hjemmeboende barn. Barnet har ikke længere lov til at se venner, som er Jehovas Vidner. 
Dommens længde for en udelukket varer så længe den pågældende ikke fortryder sine handlinger og kontakter det lokale ældsteråd og beder om genoptagelse, derfor kan det betyde at dommen varer resten af livet. 

### Genoptagelse
Genoptagelsen foretages ikke omgående, da den udelukkede skal bevise sin anger; derfor kan der gå op til et år, fra det tidspunkt, den udelukkede bad om genoptagelse, til en genoptagelse finder sted. Efter en genoptagelse har den genoptagede begrænsede rettigheder, eksempelvis må den genoptagede ikke være en aktiv deltager ved menighedens møder – aktiv deltagelse er en stor del af Jehovas Vidners møder. Hvis den genoptagede bliver og udviser flid vil processen med at få fjernet de begrænsede rettigheder fremskyndes. 
Udelukkede Jehovas Vidner får ofte psykiske problemer,[kilde mangler] da de står alene uden familie og netværk.[kilde mangler] Blandt andet som følge heraf, stiftedes støttegruppen for tidligere Jehovas Vidner i 1988. .

### Eksempler
Følgende grunde kan føre til en af disse sanktioner:
- Kritik af Vagttårnsselskabets lære[2]
- Tage imod blodtransfusion og ikke fortryde handlingen.[23](I 2004 tillod Jehovas Vidnes øverste organ, The Watchtower Society, dog, at røde blodceller uden membran kan anvendes i lægelige sammenhænge, medmindre det strider mod det enkelte vidnes samvittighed[24])
- Drikke sig fuld.[25][26][2]
- At ryge tobak[2]
- At tage narkotika[2]
- Bedrageri[2]
- Spille hasard[2]
- Provokeret abort; uanset årsag til graviditeten anses provokeret abort som mord. Følgelig bliver et Jehovas Vidne, der vælger en provokeret abort eksempelvis på baggrund af incest eller voldtægt, udelukket [27][28][29]
- Homoseksuelle handlinger[2]
- Se og læse pornografisk materiale, herunder også lytte til noget der er pornografisk relateret, eksempelvis telefonsex og cybersex[30] og vise det til andre.[2]
- Sex uden for ægteskab [2]
- Kærtegn af en kvindes bryst uden at parterne er gift [2]
- Pædofili, Incest.[2]
- Oral- og analsex [31][2]
- Deltage i barnedåb i andre trossamfund, selv ved nære familierelationer [2]
- At stjæle og at lyve ondsindet[2]
- At udføre arbejde for et andet religiøst samfund [2]
- At arbejde for hvad Jehovas Vidner definerer som ikke-neutrale organisationer (eksempelvis forsvar eller politiske organisationer)[2]
- Samvær med udelukkede personer uden fra ens egen familie.[2]